# Kitty
Kitty（キティ）は、ジャニーズ事務所に所属するジャニーズJr.内に存在した4人組男性アイドルグループである。

## 概要
フジテレビ系『女子バレーボール ワールドグランプリ2006』（2006年8月18日から9月10日まで）のスペシャルサポーターとして期間限定7人組ユニット・Kitty GYMの結成が発表され、先に山下智久、そしてタイの「G-Junior」の第1期生であるGOLF&MIKEのGOLFとMIKEが「GYM」のメンバーに確定した。残りの4人「Kitty」は後日選考＆発表とされ、2006年7月17日にNHKホールで行われた『ザ少年倶楽部』収録（オンエアは9月3日）で初パフォーマンス、翌日7月18日に行われた同番組の制作発表会見で一般に初お披露目された。「Kitty」には子供も含め、世代を超えて親しんでもらいたいという意味が込められている。
「GYM」活動終了後も「Kitty」は活動を続けていたが、レギュラー出演番組『YOUたち!』の放送終了およびメンバーのデビューに伴い活動を終了した。

## メンバー
グループは結成当時所属していたもの
- Kis-My-Ft2[3]
  - K 北山宏光[4]
- J.J.Express[3]
  - i 伊野尾慧[4]
- A.B.C.[3]
  - tt 戸塚祥太[4]
- Ya-Ya-yah[3][5]
  - y 八乙女光[4]

## オリジナル曲
- FLY HIGH（作詞：Kenn Kato、作曲：AABERG KARL STEFAN・Shusui） - JASRAC作品コード：0V6-0333-1

## 出演

### バラエティ番組
- YOUたち!（2006年10月8日 - 2007年9月30日、日本テレビ系）[6]

### コンサート
- you達の音楽大運動会 （2006年9月30日 - 10月1日、国立代々木競技場）[6]